# József Galamb
József Galamb (3. února 1881 Makó – 4. prosince 1955 Detroit) byl maďarsko-americký strojní inženýr a automobilový konstruktér, tvůrce slavného modelu T pro automobilku Ford, který se vyráběl v letech 1908–1927 a byl prvním cenově dostupným vozem pro střední třídu, který v Americe zahájil éru masového automobilismu.

## Život
Vystudoval strojní inženýrství na Budapešťském průmyslovém technologickém ústavu (předchůdce dnešní Óbudské univerzity) v roce 1899. Po studiích pracoval v ocelárně v Diósgyőru. Poté odjel do Německa, kde získal stipendium, ve frankfurtské automobilce Adler se začal věnovat vývoji vozů. Když se dozvěděl o americkém automobilovém veletrhu v St. Louis v roce 1904, vybral všechny své úspory a lodí v říjnu 1903 odcestoval do Ameriky. Po dvou měsících v New Yorku našel zaměstnání jako nástrojař ve společnosti Westinghouse v Pittsburghu. Poté nastoupil do Stearns Steam Carriage Company v Clevelandu jako výrobce karburátorů. V prosinci 1905 byl přijat jako konstruktér do Ford Motor Company (v té době mu bylo 24 let). Společnost Ford v té době vyráběla teprve dva roky svůj první vůz, model A, který byl ještě velmi drahý a málo prodávaný. Galamb patřil k těm, kteří přinesli inovace technické i v organizaci výroby, jíž Ford brzy proslul. Jeho prvním významným technickým přínosem bylo, že přepracoval chladicí systém pro model N. Po tomto úspěchu byl jmenován hlavním konstruktérem společnosti a vynalezl mnoho součástí slavného modelu T, především pak průlomovou planetovou převodovku. Po Galambově úpravě výrobní linky byly navíc sníženy výrobní náklady. Modelu T se nakonec prodalo 15 milionů kusů. Od roku 1915 pracoval na konstrukci traktoru Fordson. Během první světové války se zabýval konstrukcí vojenských zařízení, např. protiponorkového detekčního systému. V roce 1921 založil stipendijní program pro chudé studenty ze svého rodného města. Díky jeho vlivu se Ford Eifel vyráběl od roku 1937 v Maďarsku. Ze zdravotních důvodů firmu opustil v roce 1944.